# Еміл Костадинов
Еміл Любчов Костадинов (болг. Емил Любчов Костадинов, нар. 12 серпня 1967, Софія) — болгарський футболіст, що грав на позиції нападника. Виступав за національну збірну Болгарії.
Триразовий чемпіон Болгарії. Триразовий володар кубка Болгарії. Володар Суперкубка Болгарії. Дворазовий володар кубка Португалії. Дворазовий чемпіон Португалії. Володар Кубка УЄФА. Почесний громадянин Софії.

## Клубна кар'єра
У дорослому футболі дебютував 1985 року виступами за команду клубу ЦСКА (Софія), в якій провів п'ять сезонів, взявши участь у 120 матчах чемпіонату.
Своєю грою за цю команду привернув увагу представників тренерського штабу клубу «Порту», до складу якого приєднався 1990 року. Відіграв за клуб з Порту наступні чотири сезони своєї ігрової кар'єри. Більшість часу, проведеного у складі «Порту», був основним гравцем атакувальної ланки команди.
Згодом з 1994 по 1999 рік грав у складі команд клубів «Депортіво», «Баварія», «Фенербахче», ЦСКА (Софія) та «УАНЛ Тигрес». Протягом цих років додав до переліку своїх трофеїв титул володаря Кубка УЄФА.
Завершив професійну ігрову кар'єру у клубі «Майнц 05», за команду якого виступав протягом 1999—2000 років.

## Виступи за збірні
1985 року залучався до складу молодіжної збірної Болгарії.
1988 року дебютував в офіційних матчах у складі національної збірної Болгарії. Протягом кар'єри у національній команді, яка тривала 11 років, провів у формі головної команди країни 69 матчів, забивши 26 голів.
У складі збірної був учасником чемпіонату світу 1994 року у США, чемпіонату Європи 1996 року в Англії, чемпіонату світу 1998 року у Франції.

## Досягнення
- Чемпіон Болгарії:

ЦСКА (Софія): 1986-87, 1988-89, 1989-90
- Володар кубка Болгарії:

ЦСКА (Софія): 1986-87, 1987-88, 1988-89
- Володар Суперкубка Болгарії:

ЦСКА (Софія): 1989
- Володар Кубка Португалії:

«Порту»: 1990-91, 1993-94
- Чемпіон Португалії:

«Порту»: 1991-92, 1992-93
- Володар Суперкубка Португалії з футболу:

«Порту»: 1990, 1991, 1993, 1994
- Володар Кубка УЄФА:

«Баварія»: 1995-96